# John Dewey
John Dewey (Burlington, Vermont, 20 de outubro de 1859 — 1 de junho de 1952) foi um filósofo e pedagogo norte-americano, um dos principais representantes da corrente pragmatista, inicialmente desenvolvida por Charles Sanders Peirce, Josiah Royce e William James. Dewey também escreveu extensivamente sobre pedagogia e é uma referência no campo da educação. Tinha fortes compromissos políticos e sociais, expressados muitas vezes em suas publicações no jornal The New Republic.
Sua filosofia é primeiramente marcada pelo instrumentalismo, isto é, pelo desejo de romper com uma filosofia clássica, que ele via como mais ou menos ligada à classe dominante, para torná-la um instrumento que permitisse às pessoas se adaptarem melhor ao mundo moderno. O método que Dewey escolheu para fazer isso foi chamado de "teoria da investigação", uma ideia baseada na concepção de que a mudança do ambiente ocasiona problemas de adaptação, os quais devem ser resolvidos por meio de uma investigação onde várias hipóteses são examinadas. As teorias filosóficas tradicionais são então vistas como meios de fornecer hipóteses a serem testadas.
Dewey também participou, paralelamente ao novo liberalismo britânico, na constituição do que é atualmente chamado de Liberalismo social, vista atualmente como centro ou centro-esquerda. Para ele, o indivíduo não é um ser isolado, mas participa de uma sociedade. Esta tese marca sua filosofia política como evidenciada pela importância dada ao público. A sua filosofia política também visa o desenvolvimento da individualidade, isto é, a auto realização por meio da democracia, concebida não como uma forma de governo, mas como uma participação de indivíduos na ação coletiva. Finalmente, sua pedagogia, intimamente ligada ao seu ideal democrático, visa dar aos estudantes os meios e o caráter necessário para participar ativamente da vida pública e social.

## Biografia
"Dewey nasceu na cidade de Burlington, estado de Vermont, em 20 de outubro de 1859, em uma família de comerciantes de religião protestante congregacionalista, mais preocupada em educá-lo para a realização de tarefas práticas do dia a dia, para o trabalho e para os valores comunitários e religiosos, do que propriamente em proporcionar-lhe uma formação escolar considerada de excelência na época.
Mesmo assim, o jovem John ingressou na Universidade do Estado de Vermont com 15 anos. Aos 20 já estava formado e iniciava sua carreira no magistério em sua terra natal, ao mesmo tempo que era um praticante ativo de sua religiosidade cristã, o que o levava a escrever artigos e dar palestras sobre a Bíblia e inúmeros temas religiosos.
Entre os anos de 1882 e 1884, Dewey realizou o seu doutorado em Filosofia, na Universidade Johns Hopkins, defendendo uma tese sobre a psicologia do filósofo alemão Immanuel Kant, mas desenvolvendo um interesse intelectual que combinava ainda o estudo da Biologia e da teoria da evolução de Darwin com a filosofia de Hegel, estudos que contribuíram para que elaborasse o seu primeiro livro em 1887, intitulado Psicologia.
Ainda em 1884, Dewey passa a trabalhar como professor de Filosofia na Universidade de Michigan. Em 1887, casa-se com Alice Chipman, com quem teve 5 filhos e viveu por quarenta anos, até a morte de Alice em 1927. Em 1946 Dewey se casa com Roberta Grant e o casal adota duas crianças. Em 1952, no dia primeiro de junho, John Dewey falece em Nova York".
No final da década de 1890, Dewey começou a afastar-se da sua anterior visão idealista neo-hegeliana e a adotar uma nova posição, que viria a ser conhecida mais tarde como pragmatismo.
Depois de problemas graves na política interna do Departamento de Educação da Universidade de Chicago, Dewey abandonou a instituição para se ligar à Universidade Columbia, em Nova Iorque, onde permaneceu até ao fim da sua carreira no ensino, em 1930. Continuou, no entanto, a ensinar como professor emérito até 1939, e continuou a escrever e a intervir socialmente até às vésperas da morte.
Entre suas obras se destacam The School and Society ( "A Escola e a Sociedade", 1899), Democracy and Education ( "Democracia e Educação", 1938) e Art as Experience ("Arte como experiência", 1958).

## Outros dados
John Dewey foi reconhecido como um dos fundadores da escola filosófica de Pragmatismo (juntamente com Charles Sanders Peirce e William James), um pioneiro em psicologia funcional, e representante principal do movimento da educação progressiva norte-americana durante a primeira metade do século XX. Foi também editor, tendo  contribuído para a Enciclopédia  Unificada de Ciência, um projeto dos positivistas, organizado por Otto Neurath.
Em 1907, participou da Comunidade Helicon Hall, em Englewood (Nova Jérsei).

## Filosofia da Educação

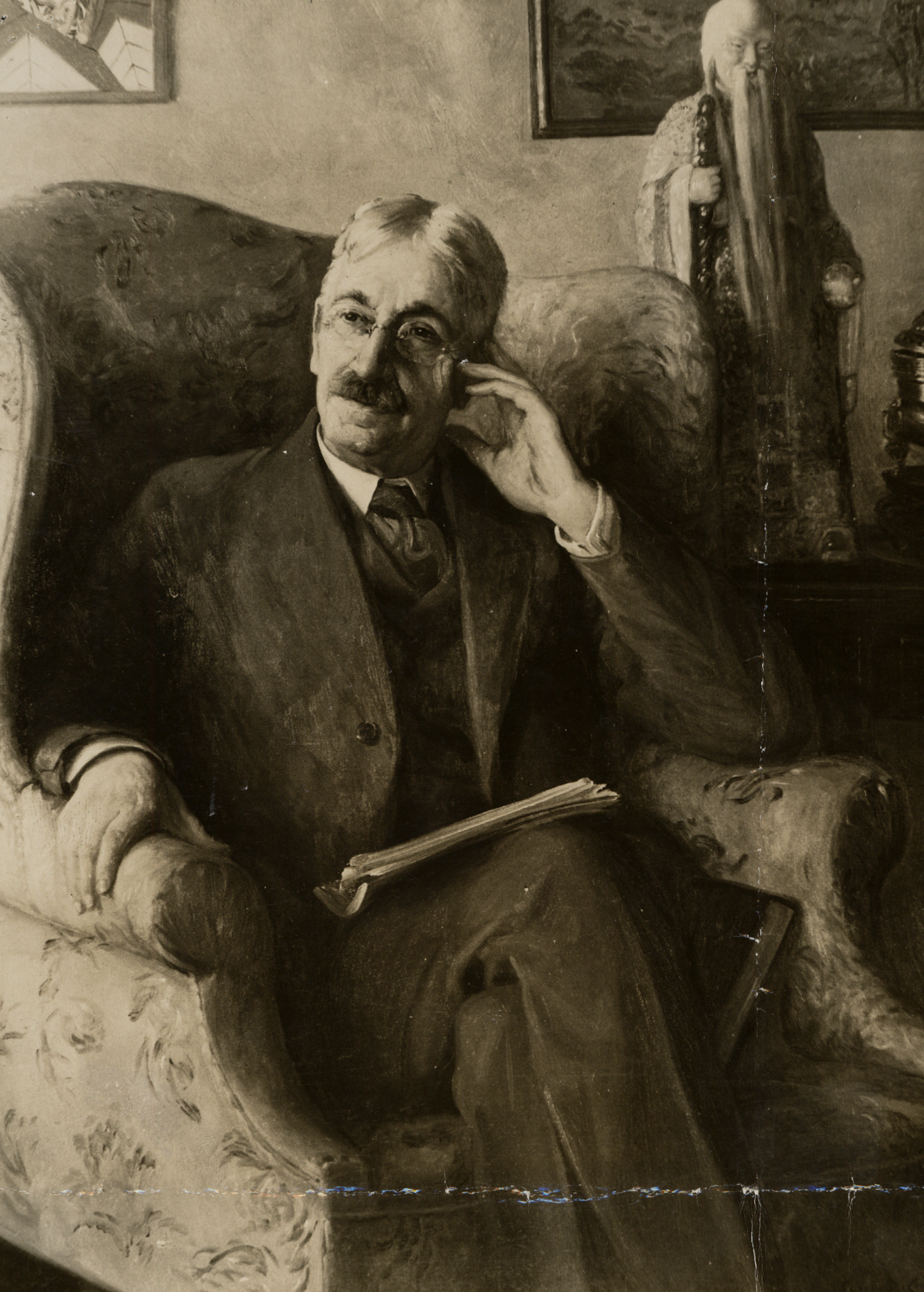
John Dewey.

Como se pode ler em Democracy and Education ("Democracia e Educação"), Dewey tenta sintetizar, criticar e ampliar a filosofia da educação democrática ou proto-democrática contidas em Rousseau e Platão. Via em Rousseau a valorização do indivíduo, enquanto Platão acentuava a influência da sociedade na qual o indivíduo se inseria. Dewey contestou esta distinção. Tal como Vygotsky, Dewey concebia o conhecimento e o seu desenvolvimento como um processo social, integrando os conceitos de "sociedade" e indivíduo. Para ele, o indivíduo somente passa a ser um conceito significante quando considerado como parte inerente de sua sociedade. Esta, por sua vez, nenhum significado teria, sem a participação dos seus membros individuais.
Depois, como reconhece na obra posterior Experience and Nature ("Experiência e Natureza"), o empirismo subjetivo da pessoa é quem realmente introduz as novas ideias revolucionárias no conhecimento.
Para Dewey era de vital importância que a educação não se restringisse à transmissão do conhecimento como algo  acabado – mas que o saber e habilidade adquiridos pelo estudante pudessem ser integrados à sua vida como cidadão, como pessoa. No laboratório-escola que dirigiu junto com sua esposa Alice, na Universidade de Chicago, as crianças bem novas aprendiam conceitos de  física e biologia,  presenciando os processos de preparo do lanche e das refeições, que eram feitos na própria classe. Essa ligação entre ensino e prática cotidiana foi sua grande contribuição para a escola filosófica do Pragmatismo. A Escola Laboratório, também conhecida como Escola Dewey, durou cerca de dez anos, sendo que Dewey pediu demissão da mesa por decisões que ele considerou antidemocráticas e contrárias a suas ideias.
Após seu rompimento com a Universidade de Chicago é convidado para trabalhar na Universidade Columbia, localizada em Manhattan, na cidade de Nova Iorque.  Nessa instituição criou, então, a ainda famosa Lincoln School. Ambas as experiências com escolas experimentais lhe forneceram subsídios para a escrita de obras clássicas do autor e da pedagogia nova, bem como da filosofia pragmática educacional, entre outros, A escola e a sociedade (1899), A criança e o Currículo (1900), Como Pensamos (1910), Democracia e Educação (1916).
Sua ideias, embora bastante populares, nunca foram ampla e profundamente integradas nas escolas públicas norte-americanas, embora alguns dos valores e premissas tenham se difundido. Suas ideias de "Educação Progressiva" foram duramente perseguidas no período da Guerra Fria, quando a preocupação dominante era criar e manter uma elite intelectual científica e tecnológica, para fins militares. No período pós-Guerra Fria, entretanto, os preceitos da Educação Progressiva ressurgiram na reforma de muitas escolas, e o sistema teórico de educação formulado a partir das pesquisas de Dewey tem evoluído.

## John Dewey e a Educação Progressiva
A ideia básica do pensamento de John Dewey sobre a educação está centrada no desenvolvimento da capacidade de raciocínio e  espírito crítico do aluno.
Para ele, o pensamento não existe isolado da ação. A educação deve servir para resolver situações da vida e a açãoeducativa tem como elemento fundamental o aperfeiçoamento das relações sociais.
Apesar disso, dessa compreensão ser fácil de entender e as suas ideias tenham sido muito populares durante sua vida e postumamente, sua adequação à prática sempre foi problemática. Seus escritos são de difícil leitura: ele tem uma tendência para utilizar termos novos, e frases complexas fazem com que seu pensamento seja extremamente mal entendido, forçando reinterpretações dos textos. Apesar de permanecer como um dos intelectuais norte-americanos mais conhecidos, o público não conhece o seu pensamento. Muitos que pensavam seguir uma linha deweyana, estavam, na verdade, muito longe disto. O próprio Dewey tentou frear alguns entusiastas, sem muito sucesso.
Ao mesmo tempo, outras ideias e propostas de Educação Progressiva foram surgindo, boa parte delas influenciada por Dewey, embora não necessariamente derivadas das suas teorias. Entre essas ideias, algumas tornaram-se igualmente populares, umas mais ou menos aplicáveis na prática e outras contraditórias, como registram historiadores, a exemplo de Herbert Kliebard.
Frequentemente diz-se que a Educação Progressiva fracassou, mas isto depende do que as pessoas entendem por "evolução" e "fracasso". Muitas formas de educação progressiva tiveram sucesso e transformaram a paisagem educacional. A quase onipresença dos serviços de orientação ou aconselhamento, para citar-se um exemplo, é fruto das ideias progressivas. Derivações radicais do progressivismo educacional quase nunca foram testadas, e quando o foram não tiveram vida longa.
Interessante destacar que, John Dewey entendia que a sociedade moderna cada vez mais se constituía de forma complexa, estando em constante processo de transformação. Assim, para que a sociedade fosse democrática de fato e não apenas nominalmente, defendeu ser imperioso desenvolver nos jovens atitudes intelectuais pautadas em atributos, como: "iniciativa, capacidade de ampliar e focar reflexões, interesse na matéria de estudo, espírito de liberdade e de responsabilidade para com os outros e a sociedade". Para ele uma sociedade democrática deveria ser composta por cidadãos participantes e ativos em todos os elementos da vida social.

## A Escola de Pragmatismo da Universidade de Chicago
John Dewey fundou a Escola de Pragmatismo de Chicago durante os dez anos que esteve nesta universidade, de 1894 a 1904. O grupo original era composto por George H. Mead, James H. Tufts, James R. Angell, Edward Scribner Ames (Ph.D. Chicago 1895) e Addison W. Moore (Ph.D. Chicago 1898). Jane Addams, fundadora da Hull House de Chicago, escritora e ativista social também esteve associada com o grupo.
Estiveram também associados ao grupo os seguintes estudantes da Universidade de Chicago: Simon F. MacLennan (Ph.D. Chicago 1896, professor do Oberlin College), Ernest Carroll Moore (Ph.D. Chicago 1898, professor da University of California, Berkeley), Arthur K. Rogers (Ph.D. Chicago 1899, professor em Yale University), Ella Flagg Young (Ph.D. Chicago 1900, professor de pedagogy, University of Chicago), H. Heath Bawden (Ph.D Chicago 1900, professor no Vassar College e na University of Cincinnati), Henry W. Stuart (Ph.D. Chicago 1900, professor em Stanford University), Irving E. Miller (Ph.D. Chicago 1904, Professor de Psychology e Pedagogia, State Normal School de Wisconsin), Irving King (Ph.D. Chicago 1905, professor de religião, State University of Iowa) e William K. Wright (Ph.D. Chicago 1906, professor no Dartmouth University). (in Pragmatism Cybrary)

## Pragmatismo em Dewey
Dewey é uma das três figuras centrais do pragmatismo nos Estados Unidos, ao lado de Charles Sanders Peirce (que re-significou o termo após a leitura da antropologia prática de Immanuel Kant), e William James (que o popularizou). Mas Dewey não chamava sua filosofia de pragmática, preferindo o termo "instrumentalismo".
Sua linha filosófica era de influência fortemente hegeliana e neo-hegeliana. Ao contrário de William James, que seguia uma linha positivista inglesa, Dewey era particularmente empirista e utilitarista. Ele também não era tão pluralista ou relativista como James. Segundo Dewey, "a própria natureza é melancólica e patética, turbulenta e passional" (in: "Experiência e Natureza").
James afirmava que a experiência (social, cultural, tecnológica, filosófica) poderia ser usada como juízo de valor da verdade. Segundo ele, a vida de muitas pessoas sem crença religiosa era superficial e desinteressante, e, embora nenhuma crença religiosa pudesse ser demonstrada como correta, somos todos responsáveis por nossas apostas em algum tipo de teísmo, ateísmo, monismo, etc. Para James, a religião seria boa sempre que ela fizesse com que o indivíduo tivesse "calma", ao ter acesso cognoscitivo ao dogma religioso, afirmando "que seria mais vantajoso ter a crença religiosa e os bons valores defendidos por ela, do que "[…]sofrer o risco da danação eterna […]"). Dewey, em contraste,  embora reconhecesse a importante função das instituições e práticas religiosas na vida humana, rejeitava a crença em um ideal estático, tal como um deus pessoal. Dewey acreditava que o método científico seria o único recurso confiável no sentido de promover o bem da humanidade. Sobre a ideia de Deus, Dewey dizia: "Denota a unidade de todos os fins ideais, levando-nos a desejar e a agir."
Assim como houve um ressurgimento da filosofia progressiva da educação, as contribuições de Dewey para a filosofia (afinal ele era muito mais filósofo do que pedagogo) também voltaram à baila, a partir dos anos 1970, com pensadores como Richard Rorty, Richard Bernstein e Hans Joas.
Por causa de seu processo de orientação e visão sociologicamente consciente do mundo e do conhecimento, muitas vezes Dewey é tido como alternativa válida aos dois modos de pensar - o moderno e o pós-moderno -, mesmo sendo-lhes contemporâneo.

## Principais obras
Além de publicar prolificamente, Dewey também fez parte do corpo editorial de revistas, tais como Sociometry (1942) e Journal of Social Psychology (1942), além de ter publicado em outras revistas, tais como New Leader, da qual foi editor contribuinte (1949).
As seguintes referências, longe de englobarem todas as publicações de Dewey, são apenas algumas de suas principais e mais conhecidas obras.
- The New Psychology, In: Andover Review, 2, 278-289 (1884)
- Psychology (1887)
- Leibniz's New Essays Concerning the Human Understanding (1888)
- The Ego as Cause, In: Philosophical Review, 3,337-341. (1894)
- Interest and Effort in Education (1913)
  - Traduzido para o português por Anísio Teixeira sob o título de “Interesse e Esforço” (In: Os Pensadores, Abril Cultural, 1980).
- The Reflex Arc Concept in Psychology (1896)
- My Pedagogic Creed (1897)
  - Traduzido para o português sob o título de “Meu credo pedagógico” (In: D'Ávila, Antônio. Pedagogia. São Paulo: Companhia Editora Nacional, 1954).
- The School and Society (1900)
- The Child and the Curriculum (1902) 
  - Traduzido para o português por Anísio Teixeira sob o título de “A Criança e o Programa Escolar” (In: Os Pensadores, Abril Cultural, 1980).
- The Postulate of Immediate Empiricism (1905)
- Moral Principles in Education (1909) Project Gutenberg
- How We Think (1910) Cópia em Project Gutenberg
  - Traduzido para o português com o título de “Como pensamos: como se relaciona o pensamento reflexivo com o processo educativo: uma reexposição.” (Companhia Editora Nacional, 1959).
- Democracy and Education: an introduction to the philosophy of education (1916)
- Cópia em Project Gutenberg

- - Traduzido para o português em 1936, como Democracia e educação: introdução à filosofia da educação. São Paulo: Companhia Editora Nacional, 416 páginas. Tradução Godofredo Rangel e Anísio Teixeira. Reedições em 1952, 1959 e 1979
  - Em 2007 publicado como “Democracia e educação: capítulos essenciais”, com a tradução de apenas seis capítulos do original: "objetivos da educação", "trabalho e lazer", "O indivíduo e o mundo", "filosofia da educação", "teorias do conhecimento" e "teorias da conduta moral". (Ática, 2007, 136 páginas).
  - Traduzido para o espanhol sob o título de “Democracia y educacion: una introduccion a la filosofia de la educacion.” (Morata, 1995).
- Reconstruction in Philosophy (1919) 
  - Traduzido para o português por António Pinto de Carvalho sob o título de “Reconstrução em Filosofia” (Companhia Editora Nacional, 1959).
- Human Nature and Conduct: An Introduction to Social Psychology
  - Traduzido para o português sob o título de “A natureza humana e a conduta (introdução à psicologia social)” (Brasil, 1956).
- Experience and Nature (1925) 
  - Traduzido para o português por Murilo Otávio Rodrigues Paes Leme sob o título de “Experiência e Natureza” (In: Os Pensadores, Abril Cultural, 1980).
- The Public and its Problems (1927)
  - Traduzido para o espanhol sob o título de “La opinión pública y sus problemas” (Morata, 2004)
- The Quest for Certainty (1929)
  - Traduzido para o espanhol sob o título de “La busca de la certeza: um estudio de la relación entre el conocimiento y la acción” (Fondo de Cultura Econômica, 1952).
- The Sources of a Science of Education (1929)
  - Traduzido para o espanhol sob o título de “La ciencia de la educación” (Losada, 1951).
- Individualism Old and New (1930)
- Philosophy and Civilization (1931)
- Ethics, segunda edição (com James Hayden Tufts) (1932)
- Art as Experience (1934) 
  - Traduzido para o português por Murilo Otávio Rodrigues Paes Leme sob o título de “A arte como experiência” (In: Os Pensadores, Abril Cultural, 1980).
- A Common Faith (1934)
- Liberalism and Social Action (1935/1963) 93 pp. New York: Capricorn
  - Traduzido para o espanhol sob o título de “Liberalismo y Acción Social” (In: Liberalismo y Acción Social y otros ensayos. Valência: Alfons El Magnànim, 1996)
- Experience and Education (1938)
  - Traduzido para o português por Anísio Teixeira sob o título de “Experiência e Educação” (Companhia Editora Nacional, 1971).
- Logic: The Theory of Inquiry (1938)
  - Traduzido para o português por Murilo Otávio Rodrigues Paes Leme sob o título de “Lógica - a teoria da investigação” (In: Os Pensadores, Abril Cultural, 1980).
- Freedom and Culture (1939)
  - Traduzido para o português sob o título de “Liberdade e cultura” (Revista Branca, 1953).
- The Living Thoughts of Thomas Jefferson (1940)
  - Traduzido para o português por Lêda Boechat Rodrigues sob o título de “O Pensamento Vivo de Jefferson” (Livraria Martins Editora, 1954).
- Knowing and the Known (1949) (com Arthur Bentley) Cópia completa em pdf disponibilizada pelo American Institute for Economic Research
- Theory of Moral Life (1960)
  - Traduzido para o português por Leônidas Contijo de Carvalho sob o título de “Teoria da vida moral” (In: Os Pensadores, Abril Cultural, 1980).
- The Essential Dewey: Volumes 1 and 2. Editado por Larry Hickman e Thomas Alexander (1998). Indiana University Press
- The Philosophy of John Dewey  Editado por John J. McDermott (1981).  University of Chicago Press
- John Dewey - O pensador que pôs a prática em foco  ligação externa
- Dewey's Complete Writings, em 3 conjuntos multi-volumes (37 volumes ao todo). Publicação da Southern Illinois University Press:
  - The Early Works: 1892-1898 (5 volumes)
  - The Middle Works: 1899-1924 (15 volumes)
  - The Later Works: 1925-1953  (17 volumes)
  - Posthumous Works: 1956-2009
- The Correspondence of John Dewey, em 3 volumes CD-ROM.